# Карамышев, Юсуф Ибрагимович
Юсуф (Мухаметюсуф) Ибрагимович Карамышев (баш. Йософ (Мөхәмәтйософ) Ибраһим улы Ҡарамышев, 1825—?) — кантонный начальник, войсковой старшина в Башкирском войске.

## Биография
Карамышев Юсуф (Мухаметюсуф) Ибрагимович родился в 1825 году в селе Макарово Стерлитамакского уезда Уфимской губернии (ныне Ишимбайского района Башкортостана). Происходил из башкирского дворянского рода Карамышевых.
С 1851 года является начальником 8-го башкирского кантона, а с 1852 года — помощником столоначальника в канцелярии командующего Башкиро-мещерякским войском.
В 1852 и 1853 годах принимал участие в Кокандских походах (Взятие Ак-Мечети).
С апреля 1856 года служил в 27-м башкирском кантоне, а с октября того же года являлся начальником башкирской команды в форте Перовский (Ак-Мечеть) Сыр-Дарьинской линии.
С 1858 года являлся исполняющим обязанностями помощника старшего чиновника Министерства иностранных дел при Сырдарьинских киргизах.
С 1859 года вновь находился на службе в 27-м башкирском кантоне.
Усилиями макаровцев  генерал-майора  Юсуфа Карамышева, его брата Гумера, сельского богача  Абдулмажита Кутлуюлова в 1871 году было построено  здание Макаровской средней школы. 
Дальнейшая его судьба неизвестна.
Ему посвящён башкирский народный марш «Карамышев» («Юсуф-майор»).

## Награды
- Орден Святой Анны 3 степени (1853)
- Медаль «В память войны 1853—1856»
- Орден Святого Станислава 3 степени (1856)